# 閔如霖
閔如霖（1503年—1559年），字師望，號午塘，浙江湖州府烏程縣織里鎮晟舍人，軍籍，祖籍山東兗州府濟寧州，明朝政治人物，官至南京禮部尚書。

## 生平
嘉靖七年（1528年）戊子科浙江鄉試第八十八名舉人，十一年（1532年）中式壬辰科會試第二百八十三名，二甲第五十九名進士。工部觀政，選庶吉士，授翰林院編修，升侍讀學士，升太常寺卿，掌國子監祭酒事。歷官禮部左侍郎，兼翰林院侍讀學士，掌翰林院事，教習庶吉士，改吏部左侍郎，掌詹事府事，仍教習庶吉士。三十五年（1556年）升南京禮部尚書，三十八年（1559年）卒，贈太子太保。

## 著作
閔如霖之才，名重一時。有《午塘集》。

## 家族
曾祖閔復；祖父閔珵，號桂坡，贈禮部左侍郎兼翰林院學士；父閔蕙，贈禮部左侍郎兼翰林院學士；母沈氏，贈淑人。永感下。
兄閔如松（監生、潁州判官）；閔如楩；閔如桂（庠生）。弟閔如楠；閔如椿（庠生）；閔如桐；閔如梅；閔如梧。
從子閔道充；閔道亨；閔道孚（官生 贈刑部員外郎）；閔道鳴，字子業，號櫻圃，嘉靖三十一年壬子科舉人 贈安福縣知縣；閔道隆；閔道通。
從孫閔世譽；閔世寵；閔世翔，字仲升，號鳳寰，萬曆八年進士，邵武府知府；閔世秩；閔世躍（上林苑監署丞）；閔世南（光祿署丞）；閔世魁（光祿署丞）；閔世禎（監生）；閔世藎（監生）。
從曾孫閔洪學，字周先，號曾泉，吏部尚書。